# Pterygoplichthys gibbiceps
Espèce
Synonymes
- Ancistrus gibbiceps Kner, 1854[1]
- Glyptoperichthys gibbiceps (Kner, 1854)[2]
- Liposarcus altipinnis Günther, 1864[1]

Pterygoplichthys gibbiceps est une espèce de poissons-chats d'eau douce de la famille des Loricariidae.

## Répartition
Pterygoplichthys gibbiceps se rencontre en Amérique du Sud dans les bassins de l'Amazone et de l'Orénoque.

## Description
La taille maximale connue pour Pterygoplichthys gibbiceps est de 50 cm. C'est un poisson de mœurs nocturnes qui se nourrit d'algues.

## Étymologie
Son nom spécifique, du latin gibbus, « bosse », et ceps, « tête », fait référence à la grande proéminence en forme de poire que cette espèce présente à l'arrière de sa tête.

## Publication originale
- R. Kner, Die Hypostomiden : zweite Hauptgruppe der Familie der Panzerfische (Loricata v. Goniodontes) (publication), Inconnu, Vienne, 1854, [lire en ligne].